# Neu-Berich
Neu-Berich ist ein Stadtteil von Bad Arolsen im nordhessischen Landkreis Waldeck-Frankenberg, bei dem es sich um das 1912 umgesiedelte Berich handelt, das heute auf dem Grund des Edersees liegt.

## Geographische Lage
Das Dorf liegt im nordhessischen Landkreis Waldeck-Frankenberg am Nordende des Langen Walds, etwa 5 km östlich der Kernstadt von Bad Arolsen bzw. rund 1,25 km östlich vom Staudamm des Twistesees. Zu den Nachbardörfern gehören Külte (1,9 km nördlich) und Lütersheim (2,8 km südöstlich; beides Volkmarsener Stadtteile) sowie Wetterburg (1,4 km westlich; Arolsener Stadtteil; jeweils Luftlinie).
Neu-Berich breitet sich auf einer leicht nach Norden hin abfallenden und unbewaldeten Hochfläche auf 225 bis 270 m ü. NN zwischen den Tälern von Twiste im Westen und Watter im Osten aus; letzteres Fließgewässer mündet etwa 2 km nordöstlich der Ortschaft in das erstere. Vom Dorf reicht der Blick unter anderem nach Nordosten zur bei der Volkmarsener Kernstadt befindlichen Kugelsburg; noch weiter in dieser Richtung sieht man eine Autobahnbrücke der A 44.

## Geschichte

### Ortsgeschichte
Neu-Berich ist ein verhältnismäßig junger Ort mit einzigartiger und kaum vergleichbarer Vergangenheit. Als zwischen 1908 und 1914 etwa 22 km (Luftlinie) weiter südlich die Edertalsperre gebaut wurde, war sicher, dass das im Edertal gelegene Dorf Berich im neu entstehenden Edersee versinken werde. Von 1908 an suchten die Bewohner eine neue Bleibe.
Insgesamt 150 Familien mit 900 Menschen in den waldeckischen Dörfern Bringhausen und Berich sowie im preußischen Asel mussten ihre Gehöfte aufgeben und wurden umgesiedelt. Die meisten fanden Platz oberhalb des künftigen Edersees. Für die anderen hatte die fürstliche Landwirtschaftsverwaltung die Übersiedlung auf die fürstliche Domäne Büllinghausen bei Arolsen vorgeschlagen. Karl Meyer, Architekt und Hochbautechniker der Weserstrombauverwaltung in Hannover, entwarf die Siedlung Neu-Berich, in der dann acht Bauernfamilien aus Berich und neun aus Bringhausen angesiedelt wurden. Zusätzlich kamen fünf Handwerker, ein Gastwirt, ein Tagelöhner, der Gemeindediener (Polizeidiener, Hirte und Totengräber) und ein Lehrer aus dem Edertal hinzu. 1910 begannen die baulichen Vorbereitungen für Neu-Berich, 1911 wurde das neue Dorf zumeist aus eigener Kraft und im fränkischen Stil gebaut. Am 13. Juli 1912 wurde es festlich eingeweiht.
Die Bericher nahmen mit der Kirche aus dem 13. Jahrhundert (zuvor Teil des Klosters Berich) ein Stück ihrer alten Heimat mit nach Neu-Berich, indem das Bauwerk transloziert wurde.
Bei der Dorfeinweihung legte man den Grundstein für die Kirche, die – um zwei Joche verkürzt – in Neu-Berich wieder aufgebaut wurde. Die Türen und Fenster, die Steine um Fenster und Portal, der Fußboden, die Orgel und der Altar wurden auf Pferde- oder Ochsenwagen aus Berich herbeigeschafft. Unter Einbeziehung mittelalterlicher Scheiben wurden die künstlerischen Verglasung in den drei mittleren Chorfenstern 1914 von der in Marburg tätigen Glasmalerei-Werkstatt K.J. Schultz-Söhne geschaffen. Auch eine Schrifttafel, die von einem Umbau in der ehemaligen evangelischen Kirche zu Berich berichtet, wurde in die neue Kirche übernommen.
Mit dem 1977 eingeweihten Stausee Twistesee entstand in Dorfnähe ein attraktives Naherholungsgebiet.
Weitere Ortsumsiedelungen
Neben Berich wurden auch die ursprünglich im Tal der Eder liegenden Dörfer Asel und Bringhausen sowie drei Einzelgehöfte umgesiedelt und an höher gelegenen Stellen oberhalb des damals entstehenden Edersees neu errichtet.
Hessische Gebietsreform (1970–1977)
Zum 31. Dezember 1971 wurde die bis dahin selbständige Gemeinde Neu-Berich im Zuge der Gebietsreform in Hessen auf freiwilliger Basis in die Stadt Arolsen eingemeindet.
Für Neu-Berich, wie für alle durch die Gebietsreform eingegliederten Gemeinden, wurden Ortsbezirke mit Ortsbeirat und Ortsvorsteher nach der Hessischen Gemeindeordnung gebildet.

### Verwaltungsgeschichte im Überblick
Die folgende Liste zeigt die Staaten bzw. Herrschaftsgebiete und deren untergeordnete Verwaltungseinheiten, in denen Neu-Berich lag:
- ab 1912: Deutsches Reich, Fürstentum Waldeck-Pyrmont, Kreis der Twiste
- ab 1919: Deutsches Reich, Freistaat Waldeck-Pyrmont, Kreis der Twiste
- ab 1929: Deutsches Reich, Freistaat Preußen, Provinz Hessen-Nassau, Regierungsbezirk Kassel, Kreis der Twiste
- ab 1942: Deutsches Reich, Freistaat Preußen, Provinz Hessen-Nassau, Regierungsbezirk Kassel, Landkreis Waldeck
- ab 1944: Deutsches Reich, Freistaat Preußen, Provinz Kurhessen, Regierungsbezirk Kassel, Landkreis Waldeck
- ab 1945: Amerikanische Besatzungszone, Groß-Hessen, Regierungsbezirk Kassel, Landkreis Waldeck
- ab 1949: Bundesrepublik Deutschland, Land Hessen (seit 1946), Regierungsbezirk Kassel, Landkreis Waldeck
- ab 1946: Amerikanische Besatzungszone, Land Hessen, Regierungsbezirk Kassel, Landkreis Waldeck
- ab 1949: Bundesrepublik Deutschland, Land Hessen, Regierungsbezirk Kassel, Landkreis Waldeck
- ab 1972: Bundesrepublik Deutschland, Land Hessen, Regierungsbezirk Kassel, Landkreis Waldeck, Stadt Bad Arolsen[Anm. 1]
- ab 1974: Bundesrepublik Deutschland, Land Hessen, Regierungsbezirk Kassel, Landkreis Waldeck-Frankenberg, Stadt Bad Arolsen

### Bevölkerung
Einwohnerstruktur 2011
Nach den Erhebungen des Zensus 2011 lebten am Stichtag dem 9. Mai 2011 in Neu-Berich 201 Einwohner. Darunter waren 3 (1,5 %) Ausländer.
Nach dem Lebensalter waren 18 Einwohner unter 18 Jahren, 78 waren zwischen 18 und 49, 66 zwischen 50 und 64 und 39 Einwohner waren älter.
Die Einwohner lebten in 39 Haushalten. Davon waren 15 Singlehaushalte, 12 Paare ohne Kinder und 9 Paare mit Kindern, sowie 3 Alleinerziehende und keine Wohngemeinschaften. In 9 Haushalten lebten ausschließlich Senioren und in 24 Haushaltungen leben keine Senioren.
Einwohnerentwicklung
| Neu-Berich: Einwohnerzahlen von 1925 bis 2015 | Neu-Berich: Einwohnerzahlen von 1925 bis 2015 | Neu-Berich: Einwohnerzahlen von 1925 bis 2015 | Neu-Berich: Einwohnerzahlen von 1925 bis 2015 | Neu-Berich: Einwohnerzahlen von 1925 bis 2015 |
| --- | --------------------------------------------- | --------------------------------------------- | --------------------------------------------- | --------------------------------------------- |
| Jahr |                                               |                                               |                                               | Einwohner                                     |
| 1925 | 1925                                          |                                               | 143                                           | 143                                           |
| 1939 | 1939                                          |                                               | 192                                           | 192                                           |
| 1946 | 1946                                          |                                               | 315                                           | 315                                           |
| 1950 | 1950                                          |                                               | 310                                           | 310                                           |
| 1956 | 1956                                          |                                               | 272                                           | 272                                           |
| 1961 | 1961                                          |                                               | 253                                           | 253                                           |
| 1967 | 1967                                          |                                               | 277                                           | 277                                           |
| 1980 | 1980                                          |                                               | ?                                             | ?                                             |
| 1990 | 1990                                          |                                               | ?                                             | ?                                             |
| 2000 | 2000                                          |                                               | ?                                             | ?                                             |
| 2011 | 2011                                          |                                               | 201                                           | 201                                           |
| 2015 | 2015                                          |                                               | 189                                           | 189                                           |
| Datenquelle: Historisches Gemeindeverzeichnis für Hessen: Die Bevölkerung der Gemeinden 1834 bis 1967. Wiesbaden: Hessisches Statistisches Landesamt, 1968. Weitere Quellen: LAGIS; Zensus 2011 |                                               |                                               |                                               |                                               |

Religionszugehörigkeit
| • 1961: | 235 evangelische (= 92,89 %), 18 katholische (= 7,11 %) Einwohner |

## Sehenswertes
Zu den Sehenswürdigkeiten in der Umgebung von Neu-Berich gehören:
- der Stausee Twistesee
- die Stadt Bad Arolsen
- die Ruine der Kugelsburg
- der Stausee Edersee